# Карл Рудолфи
Карл Асмунд Рудолфи (на немски: Karl Asmund Rudolphi) е германски естествоизпитател, зоолог и ботаник, чуждестранен член-кореспондент на Петербургската академия на науките.

## Биография
Роден е на 14 юли 1771 година в Стокхолм, Швеция. Родителите му са немци. През 1790 година започва да изучава медицина в Грайфсвалд, Йена и Берлин. През 1797 година става професор в Грайфсвалд. В този град се и жени за дъщерята на кмета Зигфрид Майер. През 1810 г. се мести в Берлин, където става професор по анатомия.
Още в Грайфсвалд Рудолфи провежда изследвания и изучава паразитни чревни червеи и анатомията на растенията. По-късно се занимава с анатомията на гръбначните животни. В Берлин допринася значително при развитието на сравнителната анатомия.
Умира на 29 ноември 1832 година в Берлин.

## Научни трудове
- Beobachtungen über die Eingeweidewürmer в: Archiv für Zoologie und Zootomie, 2, 1801, S. 1 – 65,
- Neue Beobachtungen über die Eingeweidewürmer в: Archiv für Zoologie und Zootomie, 3, 1803, S. 1 – 32,
- Entozoorum sive vermium intestinalium historia naturalis (Amsterdam 1808 – 10, 3 Bde.)
- Grundriß der Physiologie (Berlin 1821 – 1828, 3 Bände;)
- Anatomie der Pflanzen (Berlin 1807)
- Beiträge zur Anthropologie und allgemeinen Naturgeschichte (Berlin 1812)